# Skene Bay
Skene Bay är en vik i Kanada.   Den ligger i territoriet Nunavut, i den norra delen av landet, 3 600 km nordväst om huvudstaden Ottawa.